# クリアライト
クリアライト (Clearlight)は、1970年代からあるフランスのプログレッシブ・ロック・バンドだが、著名な作品はイギリスでプロデュースされ、イギリスの大手レコード会社からリリースされた。
プログレッシブ・ロックというジャンルはバンドを全体的に捉えれば適切であるが、サイケデリック・ミュージック、ジャム・バンドのような音楽、シンフォニック・ロック、スペース・ロック、フュージョン、ニューエイジ・ミュージックなど、他のジャンルを掘り下げたものともいえる。

## 概要
クリアライトは、ピアニストであり作曲家のシリル・ヴェルドーが、他のミュージシャンを迎えることによって構成されている。通常は作曲などに関わらないゲスト参加者ばかりだが、数回の例外もあった。ベーシストのジョエル・デュグルノーが仮想・副リーダーとなり2曲で作曲も担当したセカンド・アルバム『フォーエヴァー・ブロイング・バブルズ』のように。またアルバム『ヴィジョンズ』では、ディディエ・マレルブ（元ゴング）とディディエ・ロックウッド（元マグマ、元ザオ）をソリストとして迎えた。
1970年代半ばから後半にかけてバンドは、ジャック・リラン（Jacques Reland、現在はロンドン・メトロポリタン大学の講師にして、Global Policy Instituteの欧州研究責任者）にマネージメントされていた。レンヌ生まれのマネージャーは、バンドの最初の4枚のアルバムの交渉を担当した。
クリアライトはほとんどライブでの演奏を行っていない。1975年、ヴァージンはゴングのツアーをサポートする形で『フォーエヴァー・ブロイング・バブルズ』バンドを送り出したが、ヴェルドーがイギリスに移住しないことを決定した後、このバンドはすぐに破綻することとなった。そしてレーベルとの関係も終わりを遂げた。1978年4月には、パリのオランピアで新しいバンドが発表された。これは『ヴィジョンズ』をプロモーションするためのパフォーマンスを目的としたものだったが、プロモーターに関心がもたれることはなかった。1980年代には、ヴェルドーが自分自身の名前でリリースしたアルバムが集中したため、クリアライト名義でのリリースはされなくなったが、ヴェルドーに加えクリスチャン・ブーレとティム・ブレイクをフィーチャーした1988年のエレクトロニック・ミュージック・フェスティバルにおける一回限りのパフォーマンスはその限りではなかった。1990年代になると、ヴェルドーはクリアライトの名前で再び録音を開始した。
彼の最新リリース、2014年のアルバム『Impressionist Symphony』では、『クリアライト・シンフォニー』に登場した3人のゴング・メンバー（スティーヴ・ヒレッジ、ディディエ・マレルブ、ティム・ブレイク）全員を再び迎えている。
ヴェルドーとドン・ファルコンは、スピリッツ・バーニング&クリアライト（Spirits Burning＆Clearlight）の連名でコラボレーションを行っている。 2012年のリリースは『Healthy Music In Large Doses』と題され、2016年のリリースは『The Roadmap In Your Head』と題されている。

## ディスコグラフィ

### アルバム
- 『クリアライト・シンフォニー』 - Clearlight Symphony (1975年、Virgin)
- 『フォーエヴァー・ブロイング・バブルズ』 - Forever Blowing Bubbles (1975年、Virgin) ※旧邦題『しゃぼん玉幻覚 - フォーエヴァー・ブロウイング・バブルス』
- 『狂った猿の物語』 - Les Contes du Singe Fou (1976年、Isadora) ※旧邦題『ザ・テールズ・オブ・ザ・マッド・モンキー』
- 『ヴィジョンズ』 - Visions (1978年、Celluloid / LTM)
- Symphony 2 (1990年、Mantra)
- In Your Hands (1994年、Legend Music)
- 『インフィニット・シンフォニー』 - Infinite Symphony (2003年、Clearlight Music)
- Impressionist Symphony (2014年、Gonzo Multimedia)

### 関連アルバム
- 『デライアド・カメレオン・ファミリー』 - Delired Cameleon Family (1974年)
- Photo Musik (1978年) ※クリスチャン・ブーレ作品